# تپه لفته کوچک
 تپه لفته کوچک مربوط به دوره ساسانی تا قرن ۶ ه.ق است و در شهرستان دهلران، بخش موسیان، ۵/۵ کیلومتری جنوب شرقی موسیان واقع شده و این اثر در تاریخ ۳۰ دی ۱۳۸۵ با شمارهٔ ثبت ۱۶۹۲۴ به عنوان یکی از آثار ملی ایران به ثبت رسیده است.